# Adalbero II. (Metz)
Adalbero II.  (* um 958; † 14. Dezember 1005) war 984 (als Adalbero I.) Bischof von Verdun und von 984 bis 1005 Bischof von Metz. Seine Eltern waren Friedrich I., Herzog von Oberlothringen aus der Familie der Wigeriche, und Beatrix von Franzien, die Schwester Hugo Capets.
Er wurde im Kloster Gorze erzogen und war als Nachfolger des Bischofs Wikfried von Verdun vorgesehen. Man wählte jedoch Hugo II., der nach einem Jahr zurücktrat, sodass Adalbero 984 das Amt antreten konnte. Im gleichen Jahr, am 16. Oktober 984, wurde er zum Bischof von Metz bestimmt. Die Diözese Verdun überließ er daraufhin einem seiner Verwandten, Adalbero, einem Sohn Gottfrieds des Gefangenen, Graf von Verdun.
999 wurden auf seine Beschwerde über von der Burg Saarbrücken ausgehende Ärgernisse hin dem Bistum Metz von Kaiser Otto III. selbige Burg und Herrschaft (mitsamt Völklingen, Quierschied und Warndt) geschenkt.
In Metz förderte er die Klosterreform, in Lothringen den Einfluss Clunys. Zudem unterstützte er König Heinrich II. gegen die Ehen einiger seiner Verwandten. Er stiftete die Abtei Saint-Symphorien in Metz, in der er auch bestattet wurde.
Er wird in der römisch-katholischen Kirche als Seliger verehrt. Sein Gedenktag ist der 14. Dezember.

## Notizen
1. ↑  Regesta Imperii II,3 n. 1312. Archiviert vom Original am 20. September 2016; abgerufen am 21. September 2016.
2. ↑  kunsthistorisch und theologisch bedeutsam, da eine Frauenfigur mit einem Gefäß das aus seiner Seite austretende Blut Christi am Kreuz auffängt

| Vorgänger   | Amt                       | Nachfolger                 |
| ----------- | ------------------------- | -------------------------- |
| Hugo II.    | Bischof von Verdun 984    | Adalbero II.               |
| Dietrich I. | Bischof von Metz 984–1005 | Dietrich II. von Luxemburg |

| Personendaten    | Personendaten                        |
| ---------------- | ------------------------------------ |
| NAME             | Adalbero II.                         |
| ALTERNATIVNAMEN  | Adalbero I. (als Bischof von Verdun) |
| KURZBESCHREIBUNG | Bischof von Verdun und Metz          |
| GEBURTSDATUM     | um 958                               |
| STERBEDATUM      | 14. Dezember 1005                    |